# Enzo Mainardi

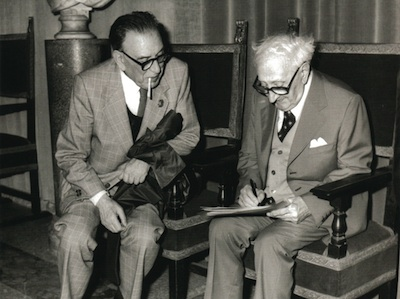
Enzo Mainardi (links) im Gespräch mit Francesco Cangiullo

Enzo Mainardi (* 30. Juli 1898 in Ticengo; † 16. November 1983 in Cremona) war ein italienischer Dichter und Maler des Futurismus.
Er schloss sich der Futuristen-Bewegung im Jahr 1914 während einer interventionistischen Demonstration in Mailand an, auf der er Filippo Tommaso Marinetti zum ersten Mal begegnete. 
Mainardi meldete sich freiwillig beim Ausbruch des Ersten Weltkrieges zum Militärdienst, wurde während einer Schlacht zu Caposile verwundet und als kriegsdienstuntauglich ausgemustert. Nach dem Kriegsende trat er der politischen Futuristenpartei bei. In den Jahren 1919 und 1920 studierte er in Grenoble Philosophie und moderne Literatur.
Im Jahre 1818 schuf er seine ersten futuristischen Bilder. Er blieb der Malerei sein ganzes Leben lang treu. Im Jahre 1919 veröffentlichte er seine erste Sammlung von Gedichten, betitelt Präludien. Die Gedichte, gelesen von Marinetti während der Futuristen-Abende in Italien und im Ausland, brachten Mainardi breite Popularität. In den Jahren 1921 und 1922 erschienen weitere Poesiebände.
Im Jahr 1923 wurde Enzo Mainardi zum Bürgermeister von Casalmorano gewählt und 1925 gründete Mainardi das futuristische Monatsblatt La Scintilla (der Funke). Wegen eines Konfliktes mit Roberto Farinacci wurde Mainardi gezwungen, das Amt des Bürgermeisters aufzugeben und die Provinz zu verlassen, wechselte mehrmals die Wohnorte, u. a. Cremona, und blieb schließlich in Mailand.
Mainardi heiratete Maria Soldi und wurde Vater von Maria Giovanna und Danilo. 1947 kehrte er nach Cremona zurück, wo er bis zum Tode blieb.